# Borbone di Parma

Grande stemma dei Borbone di Parma

La dinastia dei Borbone di Parma è un ramo italiano dei Borbone, regnante sul Ducato di Parma e Piacenza con alcune interruzioni dal 1748 al 1859. Dal 1801 al 1807 questo ramo dei Borbone fu sovrano del Regno d'Etruria e dal 1824 al 1847 regnò sul Ducato di Lucca. Dopo il matrimonio tra un principe di Borbone di Parma e la Granduchessa del Lussemburgo, Casato di Nassau, i principi del Granducato portano anche il titolo di principi di Borbone-Parma.

## Storia

### Origini

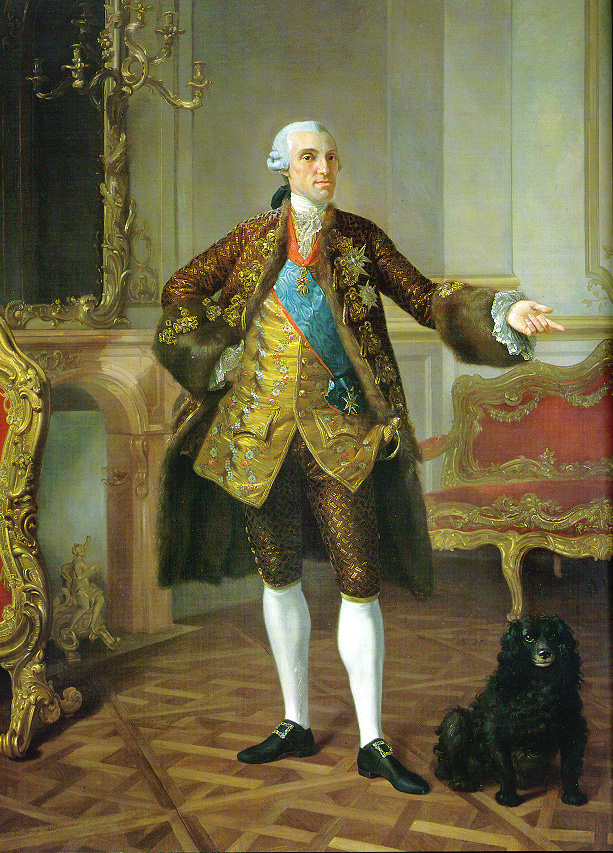
Filippo I di Parma, fondatore del Casato dei Borbone-Parma, ritratto nel 1765.

Capostipite fu il figlio cadetto di Filippo V di Spagna e di Elisabetta Farnese (ultima della dinastia ed erede del ducato di Parma), don Filippo (1720-1765), primo duca, cui succedette il figlio Ferdinando I. Il nipote Ludovico I dovette scambiare nel 1801 il Ducato di Parma col Regno di Etruria per imposizione di Napoleone Bonaparte.
Spodestata anche da questo trono, la famiglia dei Borbone-Parma ottenne al Congresso di Vienna il Ducato di Lucca, in attesa di potere riottenere, alla morte di Maria Luisa d'Asburgo-Lorena, quello di Parma, il che si verificò nel 1847.

### Carlo II e Carlo III

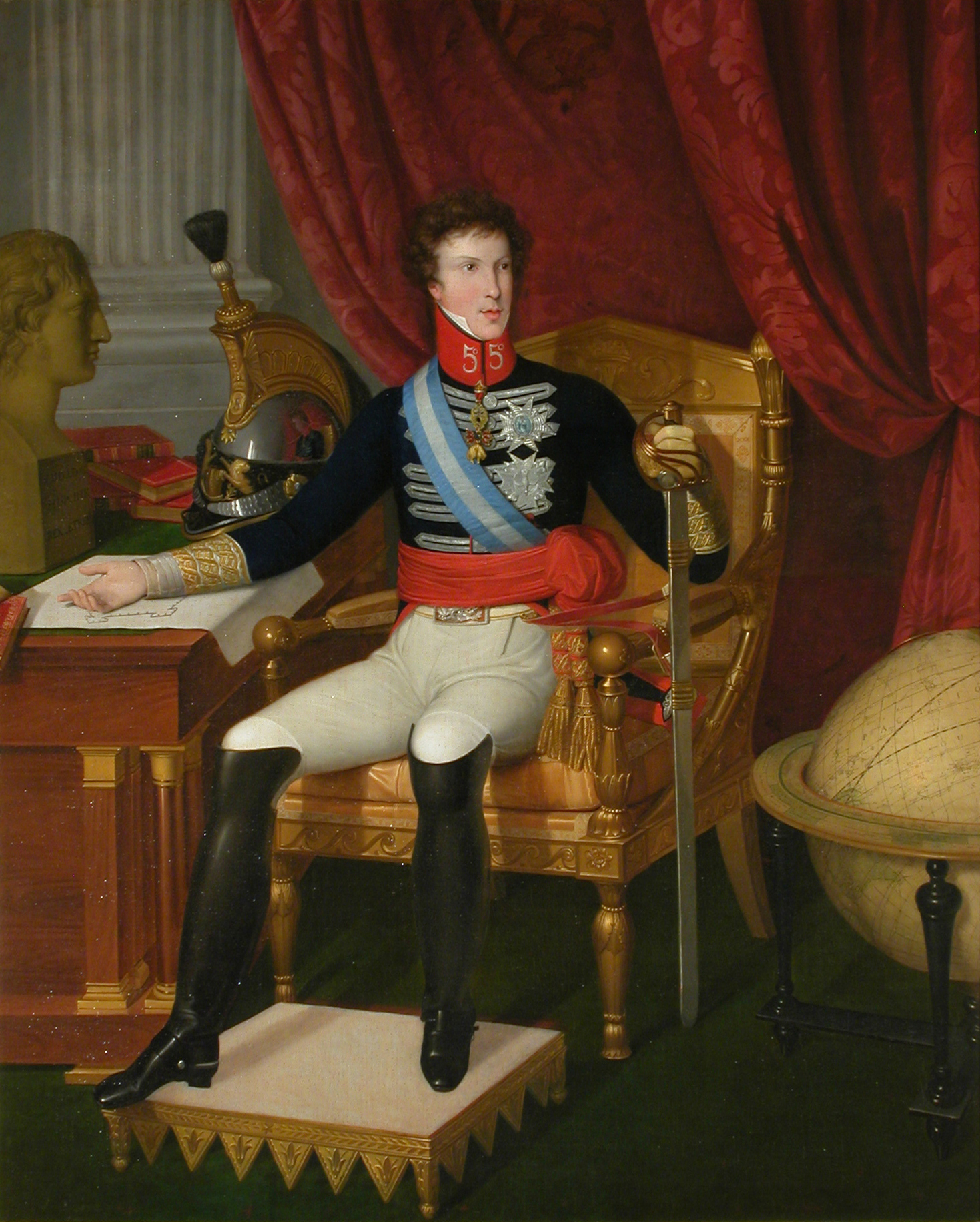
Carlo II Ludovico di Borbone-Parma ritratto nel 1824.

Carlo II Lodovico, che era già stato da bambino re d'Etruria sotto la reggenza della madre Maria Luisa di Spagna, e poi, per oltre un ventennio duca di Lucca, nel 1849, dopo meno di due anni di regno travagliato, abdicò al trono parmense. Il suo successore Carlo III fu ucciso nel 1854, e il figlio di questi, Roberto I, divenne duca a sei anni, sotto la reggenza della madre Luisa Maria.

### Roberto I

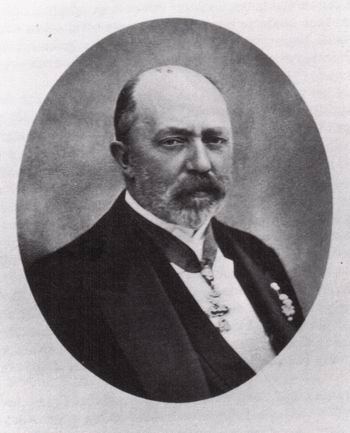
Roberto I di Parma fotografato il 2 gennaio 1900

Roberto I fu rovesciato dalla rivoluzione del 1859 che portò all'unificazione italiana; andato in esilio, ebbe da due mogli ventiquattro figli. Tra i figli del duca Roberto, ci furono l'ultima imperatrice d'Austria Zita di Borbone-Parma, la prima regina di Bulgaria, Maria Luisa Pia di Borbone-Parma, Felice di Borbone-Parma principe consorte di Lussemburgo (la cui discendenza è oggi su quel trono) e ben quattro pretendenti ducali di Parma. L'ultimo di questi figli, Saverio di Borbone-Parma, è divenuto pretendente carlista al trono di Spagna; alla sua morte i diritti sono passati al figlio primogenito Carlo Ugo di Borbone-Parma, e successivamente al di lui figlio, Carlo nato dal matrimonio con la principessa Irene d'Olanda, secondogenita della regina Giuliana.

### Epoca recente

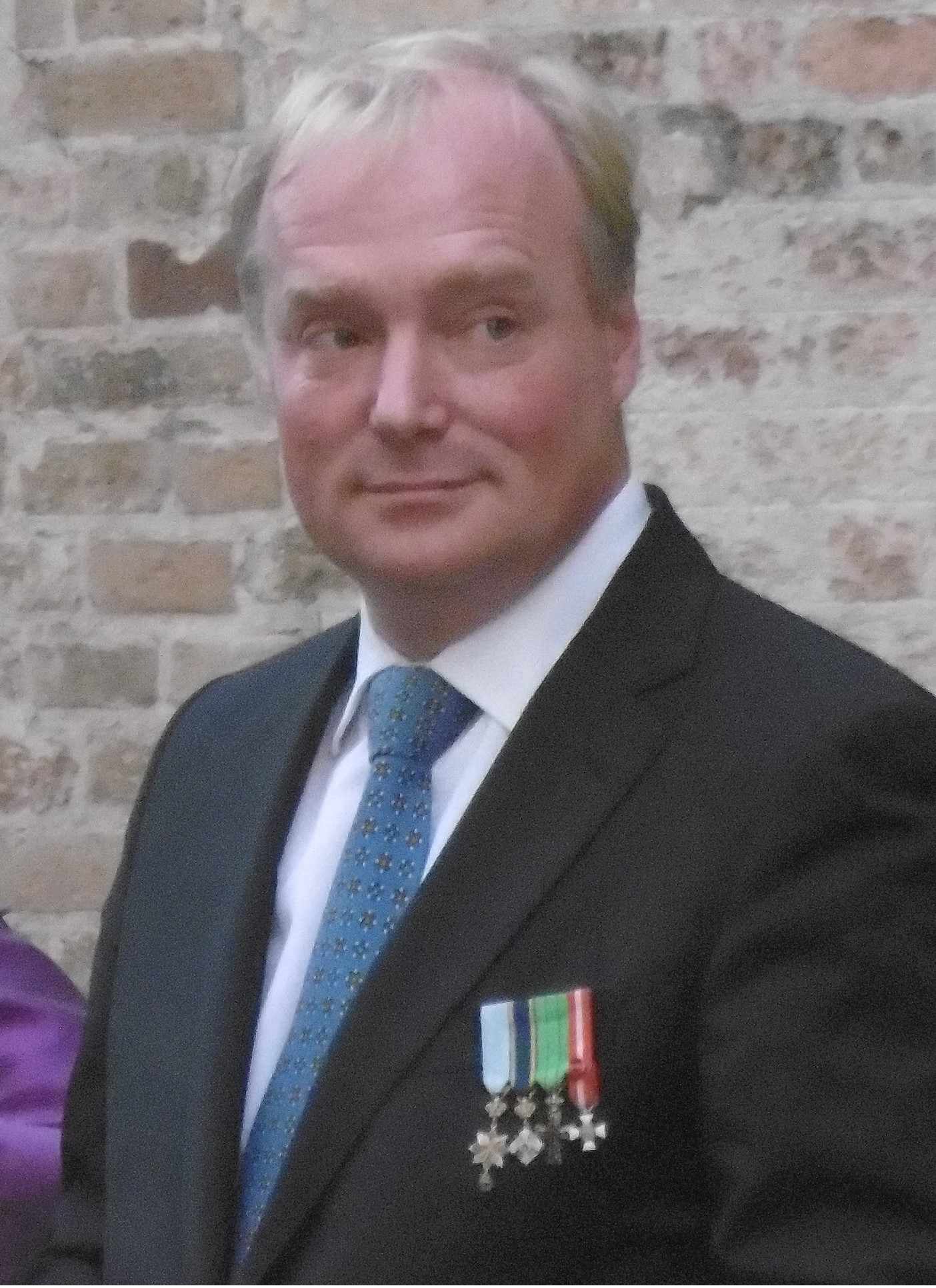
Carlo Saverio di Borbone-Parma nel 2017

L'erede presuntivo dell'attuale duca Carlo Saverio di Borbone-Parma è il figlio Carlo Enrico Leonardo.
I discendenti del duca Carlo Ugo e della principessa Irene dei Paesi Bassi sono stati incorporati dalla regina Beatrice nella nobiltà del Regno dei Paesi Bassi come principi e principesse col titolo di altezze reali. I diversi titoli supplementari di famiglia concessi dal duca "ad vitam" sono titoli di cortesia.
Le tombe della dinastia si trovano nella Basilica della Steccata a Parma, insieme ai Farnese, ma pure nella cappella di Villa Borbone a Viareggio.

## Rappresentazione genealogica
```
  │

Luigi IX, 
il Santo
 (†1270), 
re di Francia
, e 
Margherita di Provenza

  │
  └──>
Filippo III, detto 
l'Ardito
 (†
1285
)
  │   │
  │   ↓
  │  linea diretta dei 
capetingi

  │
  │
  └──>
Roberto, conte di Clermont
 (†
1317
) e 
Beatrice di Borgogna-Borbone
,
      │ che conferirà al figlio Luigi il titolo di duca di Borbone
      │
      └──>
Luigi I di Borbone, detto 
il Grande
 (†
1342
)
          └──>
Pietro I di Borbone
 (†
1356
); ramo estintosi nel 
1503
 con
          │   
Pietro II di Borbone

          │
          ↓
      linea dei duchi di Borbone fino a:
          │
          └──>
Antonio di Borbone-Vendôme
 (†
1562
), duca di Borbone
```

Antonio di Borbone-Vendôme sposò Giovanna d'Albret divenendo Re di Navarra
```
Antonio di Borbone e Giovanna d'Albret
  └──>
Enrico IV
 (†
1610
), re di Francia dal 
1589

      └──>
Luigi XIII
 (†
1643
)
          └──>
Filippo I di Borbone-Orléans
 (†
1701
), che diede origine al
          │    ramo Borbone-Orléans ed il cui discendente,
          │    
Luigi Filippo di Francia
, fu re di Francia dal 
1830

          │    al 
1848

          └──>
Luigi XIV, detto 
il Re Sole
 (†
1715
)
              └──>
Luigi, il Gran Delfino
 (†
1711
)
                  └──>
Luigi, duca di Borgogna
 (†
1712
)
                  │   └──>
Luigi XV, detto 
il Beneamato
 (†
1774
)
                  │       │
                  │       ↓
                  │  segue la dinastia regale dei 
Borbone di Francia

                  │
                  └──> 
Filippo V di Spagna
 (†
1746
), capostipite dei 
Borbone di Spagna

                       └──>
Luigi di Spagna
  (†
1724
)
                       └──>
Ferdinando VI di Spagna
 (†
1759
)
                       └──>
Carlo III di Spagna
 (†
1788
), già 
duca Parma, Piacenza e Castro

                       │   │    e poi dal 
1735
  fino alla morte del fratello Ferdinando,
                       │   │    re delle Due Sicilie
                       │   └──>
Carlo IV di Spagna
 (
1808
, abdica)
                       │
                       │
                       └──>
Filippo I di Parma
 (20 marzo (†
1765
), capostipite del ramo dei Borbone di Parma
                           └──>
Ferdinando I di Parma
 (†
1802
)
                               └──>
Ludovico di Borbone
 (†
1803
)
                                   └──>
Carlo II di Parma
 (†
1849
 abdica)
                                       └──>
Carlo III di Parma
 (†
1854
)
                                           └──>
Roberto I di Parma
 († 
1907
, deposto nel 
1859
)
```

La deposizione di Roberto segna l'annessione del territorio del ducato al Regno d'Italia. La dinastia tuttavia continuò.
```
 
Roberto I di Parma
 († 
1907
), sposò 
Maria Pia di Borbone-Due Sicilie

 └──>
Enrico di Borbone-Parma
 († 
1939
), mentalmente ritardato fu sostituito già dal 1907
 │ dal fratello Elia come reggente
 └──> 
Giuseppe di Borbone-Parma
 († 
1950
), mentalmente ritardato anche lui, ne assunse la reggenza sempre
 │ il fratello Elia
 └──> 
Elia di Borbone-Parma
 († 
1959
)
 │    └──> 
Roberto Ugo di Borbone-Parma
 († 
1974
), celibe
 └──>
Saverio di Borbone-Parma
 († 
1977
), ma abdica nel 
1975
 in favore del figlio Carlo Ugo
```

Alla successione di Saverio con Carlo Ugo al trono carlista di Spagna si oppone il fratello minore di quest'ultimo Sisto Enrico, essendo la diatriba legata a posizioni differenti nell'ambito del movimento carlista nel quale militavano Saverio ed i figli.
Nei due casi la successione potrebbe essere:
Secondo Carlo Ugo:
```
  
Saverio di Borbone-Parma
 (
1977
)
  └──>
Carlo Ugo di Borbone-Parma
 (
1930
 – 
2010
)
      └──>Carlo Saverio di Borbone-Parma (
1970
 – vivente)
```

Secondo Sisto Enrico:
```
Saverio di Borbone-Parma
 (
1977
)
└──>
Sisto Enrico di Borbone-Parma
 (
1940
 – vivente)
```

## Genealogia parziale
Filippo I di Parma (1720 - 1765) - sposò nel 1739 Luisa Elisabetta di Borbone-Francia (1727 - 1759):
1. Isabella (1741 - 1763) - sposò nel 1760 Giuseppe II d'Asburgo-Lorena (1741 - 1790): con discendenza;
2. Ferdinando I di Parma (1751 - 1802) - sposò nel 1769 Maria Amalia d'Asburgo-Lorena (1746 - 1804):
  1. Carolina (1770 - 1804) - sposò nel 1792 Massimiliano di Sassonia (1759 - 1838): con discendenza;
  2. Ludovico I di Etruria (1773 - 1803) - sposò nel 1795 Maria Luisa di Borbone-Spagna:
    1. Carlo II di Parma (1799 - 1883) - sposò nel 1820 Maria Teresa di Savoia:
      1. Luisa Francesca (1821 - 1823)
      2. Carlo III di Parma (1823 - 1854) - sposò nel 1845 Luisa Maria di Borbone-Francia:
        1. Roberto I (1848 - 1907) - sposò nel 1869 Maria Pia di Borbone-Due Sicilie (1849 - 1882); sposò in seconde nozze nel 1884 Maria Antonia di Braganza (1862 - 1959):
          1. (I) Maria Luisa - sposò nel 1893 Ferdinando I di Bulgaria (1861 - 1948): con discendenza;
          2. Ferdinando, principe di Piacenza (1871 - 1872)
          3. Luisa Maria (1872 - 1943)
          4. Enrico (1873 - 1939)
          5. Maria Immacolata (1874 - 1914)
          6. Giuseppe (1875 - 1950)
          7. Maria Teresa (1876 - 1959)
          8. Maria Pia (1877 - 1915)
          9. Beatrice (1879 - 1946) - sposò nel 1906 Pietro Lucchesi Palli: con discendenza;
          10. Elia (1880 - 1959) - sposò nel 1903 Maria Anna d'Asburgo-Teschen (1882 - 1940):
            1. Elisabetta (1904 - 1983)
            2. Carlo Luigi (1905 - 1912)
            3. Maria Francesca (1906 - 1994)
            4. Roberto Ugo (1909 - 1974)
            5. Francesco (1913 - 1939)
            6. Giovanna (1916 - 1949)
            7. Alice (1917 - 2017) - sposò nel 1936 Alfonso Maria di Borbone-Due Sicilie: con discendenza;
            8. Maria Cristina (1925 - 2009)

          11. Maria Anastasia (1881)
          12. Augusto (1882)
          13. (II) Maria Adelaide (1885 - 1959) - monaca benedettina;
          14. Sisto (1886 - 1934) - sposò nel 1919 Hedwige de La Rochefoucauld (1896 - 1986)
            1. Isabella (1922 - 2015) - sposò nel 1943 Alexander Lucien de la Rochefoucauld (1915-1970): con discendenza;

          15. Saverio (1889 - 1977) - sposò nel 1927 Maddalena di Borbone-Busset (1898 - 1984):
            1. Maria Francesca (1928 - viv.) - ha sposato nel 1959 Edoardo di Lobkowicz (1926 - 2010): con discendenza;
            2. Carlo Ugo (1930 - 2010) - sposò nel 1963 Irene di Orange-Nassau (1939 - viv.), divorziando nel 1981:
              1. Carlo Saverio (1970 - viv.) - ha sposato nel 2010 Annemarie Gualthérie van Weezel (1977 - viv.):
                1. Luisa Irene (2012 - viv.)
                2. Cecilia (2013 - viv.)
                3. Carlo Enrico (2016 - viv.)

              2. Margarita, contessa di Colorno (1972 - viv.) - ha sposato nel 2001 Edwin de Roy van Zuydewijn, divorziando nel 2006; ha sposato in seconde nozze nel 2008 Tjalling Siebe ten Cate (1975 - viv.): con discendenza;
              3. Jaime, conte di Bardi (1972 - viv.) - ha sposato nel 2013 Viktoria Cservenyák (1982 - viv.):
                1. Zita Clara (2014 - viv.)
                2. Gloria Irene (2016 - viv.)

              4. Carolina, marchesa di Sala (1974 - viv.) - ha sposato nel 2012 Albert Alphons Ludgerus Brenninkmeijer: con discendenza;

            3. Maria Teresa (1933 - 2020)
            4. Cecilia Maria (1935 - 2021)
            5. Maria della Neve (1937 - viv.)
            6. Sisto Enrico, duca d'Aranjuez (1940 - viv.)

          16. Francesca Giuseppa (1890-1978) - monaca benedettina;
          17. Zita (1892 - 1989) - sposò nel 1911 Carlo I d'Austria (1887 - 1922): con discendenza;
          18. Felice (1893 - 1970) - discendenti: Famiglia granducale del Lussemburgo
          19. Renato (1894 - 1962) - sposò nel 1921 Margherita di Danimarca (1895-1992):
            1. Jacques (1922 - 1964) - sposò nel 1947 Birgitte di Holstein-Ledreborg (1922-2009):
              1. Philippe (1949 - viv.), sposato nel 1979 con Annette Smith (1955 - viv.):
                1. Jacques (1986 - viv.)
                2. Joseph (1989 - viv.), sposato nel 2018 con Anna Louise Bogelov Budd (1989 - viv.):
                  1. Arthur (2021 - viv.)
                  2. Lily Rose (2022 - viv.)

              2. Lorraine (1951 - viv.)
              3. Alain (1955 - viv.), sposato dal 2001 con Inge-Birgitte Vedel Andersen (1948 - viv.), senza discendenza

            2. Anna (1923 - 2016) - sposò nel 1948 Michele I di Romania (1921 - 2017): con discendenza;
            3. Michele (1926 - 2018) - sposò nel 1951 Yolande de Broglie-Revel (1928-2014), divorziando nel 1999; sposò nel 2003 Maria Pia di Savoia (1934 - viv.):
              1. (I) Ines (1952 - 1981): con discendenza;
              2. Eric (1953 - 2021), sposato nel 1980 con Lydia di Holstein-Ledreborg (1955 - viv.):
                1. Antonia (1981 - viv.) - ha sposato nel 2010 Martin Kusbraek (1982 - viv.), con discendenza;
                2. Marie-Gabrielle (1982 - viv.) - ha sposato nel 2022 Martin Kjeldsen, con discendenza;
                3. Alexia (1985 - viv.) - ha sposato nel 2008 Fabian Devis, con discendenza;
                4. Michel (1989 - viv.);
                5. Henri (1991 - viv.) - ha sposato nel 2020 Gabriella d'Asburgo-Lorena (1994 - viv.):
                  1. Victoria (2017 - viv.);
                  2. Anastasia (2021 - viv.);
                  3. Philippina (2023 - viv.);

              3. Sybil (1954 - viv.) - ha sposato nel 1997 Craig Richards: senza discendenza;
              4. Victoire (1957 - 2001) - sposò nel 1974, divorziando prima del 1988, Alexis von Gecmen-Waldek (1943 - viv.); - ha sposato nel 1993 Carlos Ernesto Rodriguez: con discendenza;
              5. Charles-Emmanuel (1961 - viv.) - ha sposato nel 1991 Constance de Ravinel (1971 - viv.):
                1. Amaury (1991 - viv.) - ha sposato nel 2023 Pélagie de Mac Mahon (1990 - viv.) :
                  1. Sybille (2023 - viv.)

                2. Charlotte (1993 - viv.) - ha sposato nel 2022 Javier Valladares Urruela, con discendenza;
                3. Elisabeth (1996 - viv.) - ha sposato nel 2024 Xavier Denis;
                4. Zita (1999 - viv.)

              6. (con Laure le Bourgeois) Amélie (1977 - viv.) - ha sposato nel 2009 Igor Bogdanoff (1949 - 2022): con discendenza;

            4. André (1928 - 2011) - sposò nel 1960 Marina Gacry (1935 - viv.):
              1. Tania Sophie (1961 - viv.) - ha sposato nel 1988 Gilbert Becaud (1953 - viv.), con discendenza;
              2. Astrid (1964 - viv.);
              3. Axel (1967 - viv.) - ha sposato nel 1996 Raphaèle Héliane de Montangon (1973 - viv.):
                1. Côme Axel (1997 - viv.);
                2. Alix (2000 - viv.);
                3. Aure (2004 - viv.);

          20. Maria Antonia (1895 - 1977) - monaca benedettina
          21. Isabella (1898 - 1984)
          22. Luigi (1899 - 1967) - sposò nel 1939 Maria Francesca di Savoia (1914 - 2001):
            1. Guy (1940 - 1991) - sposò nel 1964 Brigitte Peu-Duvallon:
              1. Louis-Victor (1966 - viv.) - ha sposato nel 1990 Ariane Nicolet:
                1. Delphine (1992 - viv.)
                2. Guy (1995 - viv.)

            2. Remy (1942 - viv) - ha sposato nel 1973 Laurence Dufresne d'Arganchy:
              1. Tristan (1974 - viv.) - ha sposato nel 2010 Shira Szabo:
                1. Talma (2012 - viv.)
                2. Imri (2020 - viv.)

              2. Aude (1977 - viv.)

            3. Chantal (1946 - viv.) che ha sposato Panayotis Skinas e, dopo il divorzio, François-Henri des Georges

          23. Jean (1961 - viv.) - ha sposato nel 1988 Virginia Roatta:
            1.               1. Arnaud (1989 - viv.)
              2. Christoph (1991 - viv.)

          24. Enrichetta Anna (1903 - 1987)
          25. Gaetano (1905 - 1958) - sposò nel 1931 Margherita di Thurn und Taxis (1909 - 2006):
            1. Diana Margherita (1932 - 2020) - sposò nel 1955 Francesco Giuseppe di Hohenzollern-Sigmaringen, divorziando; sposò nel 1961 Hans Joachim Oehmichen (1920-1995): con discendenza;

        2. Margherita (1847 - 1893) - sposò nel 1867 Carlo Maria di Borbone-Spagna (1848 - 1909): con discendenza;
        3. Alice (1849 - 1935) - sposò nel 1868 Ferdinando IV di Toscana (1835 - 1908): con discendenza;
        4. Enrico Carlo, conte di Bardi (1851 - 1905) - sposò nel 1873 Maria Luisa di Borbone-Due Sicilie (1855 - 1874); sposò in seconde nozze nel 1876 Adelgonda di Braganza (1858 - 1946): senza discendenza;

    2. Maria Amalia (1800 - 1802)
    3. Maria Carolina (1800 - 1803)
    4. Maria Luisa Carlotta (1802 - 1857) - sposò nel 1825 Massimiliano di Sassonia (1759 - 1838); sposò in seconde nozze nel 1838 Giovanni Francesco de Rossi (1796 - 1854); sposò nel 1855 Giovanni Vimercati (1788 - 1861): senza discendenza;

  3. Maria Antonia (1774 - 1841) - suora orsolina;
  4. Maria Carlotta (1777 - 1826) - suora domenicana;
  5. Maria Anna (1779 - 1849) - orsolina;
  6. Maria Giovanna (1779 - 1853)
  7. Filippo, principe di Guastalla (1783 - 1786)
  8. Maria Antonietta (1784 - 1785)
  9. Maria Giuseppina (1785 - 1789)
  10. Maria Cristina (1786 - 1857) - orsolina;
  11. Maria Elisabetta (1787 - 1793)
  12. Maria Luisa (1787 - 1789)
  13. Maria Enrichetta (1788 - 1799)
  14. Giuseppe Ludovico (1788)
  15. Maria Ludovica (1788)
  16. Maria Beatrice (1789)
3. Maria Luisa (1751 - 1819) - sposò nel 1765 Carlo IV di Spagna (1748 - 1819): con discendenza;